# Clytellus akiyamai
Clytellus akiyamai es una especie de escarabajo longicornio del género Clytellus, tribu Clytellini, orden Coleoptera. Fue descrita científicamente por Niisato en 2015.

## Descripción
Mide 5 milímetros de longitud.

## Distribución
Se distribuye por China.